# Sexueller Missbrauch widerstandsunfähiger Personen
Der sexuelle Missbrauch widerstandsunfähiger Personen (bis 1997 als sexueller Mißbrauch Widerstandsunfähiger bezeichnet) war bis 2016 eine Straftat nach § 179 des deutschen Strafgesetzbuchs (StGB), die sich gegen psychisch Kranke, geistig Behinderte oder Bewusstlose richtete. 
Der Straftatbestand bezog sich auf den Missbrauch und war daher den § 174 StGB (sexueller Missbrauch von Schutzbefohlenen), § 176 StGB (sexueller Missbrauch von Kindern) ähnlicher als den Tatbeständen der sexuellen Nötigung oder Vergewaltigung, bei denen es damals auf Gewalt oder Drohungen ankam.
Seit 10. November 2016 können die zuvor im § 179 StGB bedrohten Handlungen nach § 177 StGB als sexueller Übergriff bzw. Vergewaltigung bestraft werden.

## Tatbestand
Als widerstandsunfähig nach diesem Tatbestand galt die Person, wenn sie nicht im Stande war, einen Widerstandswillen gegenüber dem Täter zu bilden oder zu äußern. Es musste jedoch kein Widerstand gegen eine möglicherweise ausgeübte Gewalt sein, es reichte der Widerstand gegen das sexuelle Ansinnen überhaupt.
Der Verweis in Abs. 7 auf die Qualifikation des § 177 Abs. 4 Nr. 2 StGB bezog sich auf die Ausübung der Tat durch eine schwere Misshandlung oder Herbeiführung einer Lebensgefahr. Der Verweis auf die Erfolgsqualifikation des § 178 StGB bezog sich auf eine mindestens leichtfertig verursachte Todesfolge. Die Rechtsfolgen in diesen bestimmten sich auch nach den Delikten.

## Beschluss des Bundesgerichtshofs vom 1. April 2003
Als widerstandsunfähig im Sinne des § 179 StGB galt, wer aus den in Abs. 1 genannten Gründen keinen zur Abwehr ausreichenden Widerstandswillen bilden, äußern oder durchsetzen konnte. Allein die Feststellung einer § 20 StGB unterfallenden geistigen oder seelischen Krankheit oder Behinderung genügte nicht, um die Annahme einer Widerstandsunfähigkeit im Sinne des § 179 StGB zu begründen. Es musste sachkundig (das heißt von Fachärzten) belegt sein, dass das Opfer keinen Widerstand leisten konnte. Der „persönliche Eindruck“ vom Opfer während der Hauptverhandlung reichte nicht aus, um über dessen Widerstandsfähigkeit in sexuellen Angelegenheiten zu entscheiden.

## Weitere Unterfälle
Auch der Schlaf oder die völlige Erschöpfung galten nach Entscheidungen des Bundesgerichtshofs als widerstandsunfähiger Zustand im Sinne des Tatbestandes.